# Månbröstad timalia
Månbröstad timalia (Cyanoderma melanothorax) är en fågel i familjen timalior inom ordningen tättingar.

## Utseende
Månbröstad timalia är en 13 cm lång tätting med karakteristisk halvmåneformad svart fläck på bröstet. Ovansidan är ockrabrun med rostfärgade vingar. Undersidan är vit ovan bröstteckningen, beigeockra på buken. På huvudet syns ljusgrått på ögonbrynsstreck, tygel, kind och örontäckarna, med en svart fläck under de senare. Näbben är mörkbrun.

## Utbredning och systematik
Månbröstad timalia delas in i fem underarter med följande utbredning:
- Cyanoderma melanothorax melanothorax – västra Java (bergen Gedeh och Pangerango)
- Cyanoderma melanothorax albigula – västra Java (berget Papandayan)
- Cyanoderma melanothorax mendeni – västra Java (berget Ciremay)
- Cyanoderma melanothorax intermedia – östra Java (berget Raung)
- Cyanoderma melanothorax baliensis – låglänta områden på Bali

Underarterna albigula och mendeni inkluderas ofta i nominatformen.

### Släktestillhörighet
Tidigare placerades månbröstad timalia med släktingar i Stachyridopsis, då utan kastanjevingad timalia. Studier visar dock att den ingår i släktet, som därmed måste byta namn till Cyanoderma av prioritetsskäl. Längre tillbaka placerades arterna i släktet Stachyris tillsammans med de filippinska arterna som nu förs till Sterrhoptilus och Dasycrotapha i familjen glasögonfåglar.

## Levnadssätt
Månbröstad timalia hittas i låglänta områden upp till 1500 meters höjd i täta buskage i skogsbryn och i skogsområden intill bebyggelse. Den ses födosöka i grupp, ibland tillsammans med javatimalia och vithalsad timalia, på jakt efter spindlar och insekter.

### Häckning
Fågeln häckar året runt utom under juli månad. Den bygger ett ihåligt kupolformat bo med en sidoingång nära toppen. Boet placeras nära marken. Däri lägger den två till tre ägg. Boparasitism från tvärstjärtad drongogök har noterats.

## Status och hot
Arten har ett rätt begränsat utbredningsområde och tros minska i antal, dock inte tillräckligt kraftigt för att den ska betraktas som hotad. Internationella naturvårdsunionen IUCN listar därför arten som livskraftig (LC).

## Taxonomi och namn
Månbröstad timalia beskrevs taxonomiskt som art av Coenraad Jacob Temminck 1823. Dess vetenskapliga artnamn melanothorax betyder "svartbröstad". På svenska har den tidigare kallats ringbusktimalia.